# طارق سليم (لاعب كرة قدم)
طارق سليم (23 يونيو 1983 بمصر - ) هو لاعب كرة قدم مصري في مركز الهجوم. لعب مع نادي الاتحاد السكندري ونادي الرجاء.

## وصلات خارجية
- طارق سليم على موقع كووورة